# Ommatius praestigiatus
Ommatius praestigiatus är en tvåvingeart som beskrevs av Scarbrough 1990. Ommatius praestigiatus ingår i släktet Ommatius och familjen rovflugor.
Artens utbredningsområde är Venezuela. Inga underarter finns listade i Catalogue of Life.